# Nacional de Clubes
Il Nacional de Clubes è una competizione rugbistica per club organizzata dalla UAR.

## Formato
Dal 1993 al 2008 ha coinvolto 16 squadre, divise in 4 gironi (Zone). Le prime due di ogni zona sono qualificate ai quarti di finale. I sedici club si qualificano dai rispettivi campionati provinciali:
- 8 da Buenos Aires
- 2 da Nord-Est
- 2 da Litoral
- 2 da Cordoba
- 1 da Cuyo
- 1 da Mar del Plata.

Tra il 2009 e il 2011 la competizione è stata ridotta a sole 4 squadre, le due finaliste del Torneo del Interior e del Torneo de la URBA. 
A partire dal 2014, dopo una pausa di tre anni, l'UAR ha annunciato che il torneo tornerà al formato originale di 16 squadre (9 qualificate dal Torneo del Interior e 7 dall'URBA Top 14) che si gioca tra marzo e maggio con i club qualificati nei rispettivi campionati dell'anno precedente.

## Squadre 2018

### Zona A
- Hindú
- Duendes
- Tucumán LTC
- C.U.B.A.

### Zone B
- San Luis
- Belgrano
- Nat. y Gimnasia
- Tala

### Zone C
- San Isidro
- Alumni
- Tucumán RC
- JC Rosario

### Zone D
- Pucará
- Club Newman
- La Tablada
- Los Tarcos

## Albo d'oro
Nota: il torneo nella forma attuale ebbe inizio nel 1993. In realtà una edizione di un torneo analogo, il "Campeonato Argentino de Clubes" fu disputato nel 1973. Un esperimento che non ebbe però immediato seguito
Nel 1993 invece vennero disputati due gironi "A" e "B" con l'assegnazione di due titoli.
| Anno      | Vincitore                | Ris.          | Finalista     |
| --------- | ------------------------ | ------------- | ------------- |
| 1973      | Marista                  | 4 - 0         | Banco Nación  |
| 1974-1992 | non disputato            | non disputato | non disputato |
| 1993(A)   | San Isidro               | 27 - 19       | Tucumán RC    |
| 1993(B)   | Olivos                   | 24 - 15       | Aranduroga    |
| 1994      | San Isidro               | 28 - 12       | La Tablada    |
| 1995      | CASI                     | 19 - 6        | La Plata      |
| 1996      | Hindú                    | 21 - 11       | Alumni        |
| 1997      | JC Rosario               | 24 - 14       | Hindú         |
| 1998      | Club San Cirano San Luis | 22 - 22       | (pari merito) |
| 1999      | La Tablada               | 23 - 22       | Duendes       |
| 2000      | non disputato            | non disputato | non disputato |
| 2001      | Hindú                    | 27 - 14       | Alumni        |
| 2002      | Alumni                   | 23 - 21       | JC Rosario    |
| 2003      | Hindú                    | 31 - 27       | Duendes       |
| 2004      | Duendes                  | 32 - 21       | Los Tarcos    |
| 2005      | Hindú                    | 17 - 13       | San Luis      |
| 2006      | San Isidro               | 17 - 13       | Tala          |
| 2007      | La Plata                 | 32 - 13       | Tucumán RC    |
| 2008      | San Isidro               | 33 - 8        | La Plata      |
| 2009      | Duendes                  | 28 - 18       | Hindú         |
| 2010      | Hindú                    | 25 - 22       | Duendes       |
| 2011      | Duendes                  | 26 – 23       | La Tablada    |
| 2012      | non disputato            | non disputato | non disputato |
| 2013      | non disputato            | non disputato | non disputato |
| 2014      | C.U.B.A.                 | 21 - 20       | Duendes       |
| 2015      | Hindú                    | 27 - 25       | Club Newman   |
| 2016      | Hindú                    | 38 - 23       | Belgrano      |
| 2017      | Hindú                    | 20 - 10       | Tala          |
| 2018      | Hindú                    | 25 - 0        | Club Newman   |
| 2019      |                          |               |               |

### Palmarès
| Club       | Vittorie |
| ---------- | -------- |
| Hindú      | 9        |
| San Isidro | 4        |
| Duendes    | 3        |
| Alumni     | 1        |
| CASI       | 1        |
| JC Rosario | 1        |
| La Tablada | 1        |
| San Luis   | 1        |
| San Cirano | 1        |
| Marista    | 1        |
| La Plata   | 1        |
| C.U.B.A.   | 1        |